# Umati
umati (englisch universal machine technology interface) ist eine in Entwicklung befindliche universelle Schnittstelle mit der Werkzeugmaschinen und Anlagen standardisiert und sicher Daten mit der übergeordneten Datenverarbeitung austauschen. Basierend auf dem plattformunabhängigen Standard OPC UA kann umati als offener Standard lizenzfrei genutzt werden.
Das Projekt startete 2017 mit 17 Projektpartnern unter der Leitung des VDW. Der VDW-Vorsitzende Heinz-Jürgen Prokop sagte auf einer Pressekonferenz während der EMO Hannover 2019: „Die Marke Umati soll künftig für das Versprechen stehen, dass jeder, der eine Maschine mit Umati kauft und eine Software mit Umati-Schnittstelle im Haus hat, den Datenfluss ohne großen Aufwand in Gang setzen kann“
Ziel ist es, folgendes bereitzustellen:
1. Eine OPC UA Companion Specification zur Definition einer weltweit gültigen Semantik für Werkzeugmaschinen.
2. Standards für die Kommunikation (z. B. Verschlüsselung, Authentifizierung, Servereinstellungen (Ports, Protokolle))
3. Qualitätssicherung durch Testspezifikationen und -werkzeuge, Zertifizierung und Ombudsmann für Streitigkeiten
4. Marketing und ein Label für die Erkennbarkeit auf dem Markt durch eine globale Vereinigung von Maschinenbauern, Zulieferern und Mehrwertdienstleistern

Mittlerweile beteiligen sich 90 Firmen an der Weiterentwicklung dieser Schnittstelle. Auf der EMO Hannover 2019 hatten 70 internationale Firmen ihre Maschinen mit 28 verschiedenen Steuerungen an einen zentralen Server angeschlossen.
Die Companion Specification „OPC UA for machine tools“ ist am 25. September 2020 erschienen.
Zunächst werden folgende Zustandsdaten der Maschine mit einer Aktualisierungsrate von etwa 1 Sekunde standardisiert:
- einheitliche Identifikation von Maschinen
- Betriebszustand der Maschine
- Informationen über Fertigungsauftrag, Programmfortschritt
- Prognosen zu Benutzerinteraktionen
- Fehlermeldungen und Warnungen
- Verbrauchsinformationen (Energie, Material)